# The Open Door Tour
The Open Door Tour foi uma turnê da banda americana de metal alternativo Evanescence, realizada para promover o álbum The Open Door (2006). A turnê teve início pouco mais de uma semana após o lançamento do disco, em 5 de outubro de 2006 na cidade de Toronto, Canadá. Seu último concerto aconteceu em 8 de dezembro de 2007 em South Kingstown, Estados Unidos, após 154 apresentações realizadas ao redor do mundo.
A turnê ficou marcada pela estreia ao vivo do até então novo baixista Tim McCord, bem como a saída do guitarrista John LeCompt e do baterista Rocky Gray, cujo foram substituídos pelos músicos Troy McLawhorn e Will Hunt, respectivamente. Foi também durante esta turnê que a banda tocou pela primeira vez em países como Chile, Argentina, Brasil, África do Sul, Bélgica, Noruega, Finlândia, Rússia, Turquia e Israel.

## Antecedentes
A banda tirou alguns meses de descanso após o encerramento da Fallen Tour em agosto de 2004, período no qual a vocalista Amy Lee escreveu boa parte do álbum The Open Door (2006). As gravações do referido disco tiveram início em setembro de 2005, no entanto, uma série de acontecimentos atrasou seu processo de produção, tais como o acidente vascular cerebral sofrido pelo guitarrista Terry Balsamo (que também atuou como cocompositor na maioria das faixas do álbum), e a ação judicial movida por Lee contra seu ex-empresário Dennis Rider. Em razão disso, The Open Door só chegou ao mercado entre setembro e outubro de 2006, sob forte expectativa por parte do público e da mídia, após o sucesso estrondoso do álbum de estreia Fallen (2003).
Sua turnê promocional, a nível mundial, começou a ser planejada durante o ano de 2006, e para substituir o baixista Will Boyd que havia deixado o grupo em julho daquele mesmo ano, foi contratado o músico Tim McCord (ex-The Revolution Smile). A revista britânica Kerrang! em parceria com a banda, também produziu três pocket shows nas cidades de Londres, Barcelona e Paris em setembro de 2006 como forma de promover o álbum. As apresentações, em formato acústico, contaram com Lee, o músico John LeCompt no violão, e o violoncelista convidado Dave Eggar.

## Desenvolvimento
A The Open Door Tour estreou na noite de 5 de outubro de 2006 na cidade de Toronto, Canadá, concerto este foi que sucedido por mais 16 datas na América do Norte com o suporte da banda Rev Theory. No mês seguinte a banda retornou à Europa para tocar em 11 cidades, no entanto, o concerto que aconteceria em Manchester, Inglaterra em 21 de novembro teve que ser cancelado devido ao nascimento do filho do guitarrista John LeCompt. Em dezembro daquele ano o grupo tocou em dois festivais com temática natalina em Los Angeles e Nova York antes de embarcarem em uma etapa de shows no Canadá com o suporte das bandas Stone Sour e The Black Maria. Após isso, o Evanescence se apresentou na Ásia e Oceania entre janeiro e fevereiro de 2007, e retornou aos Estados Unidos em março para mais uma longa série de shows.

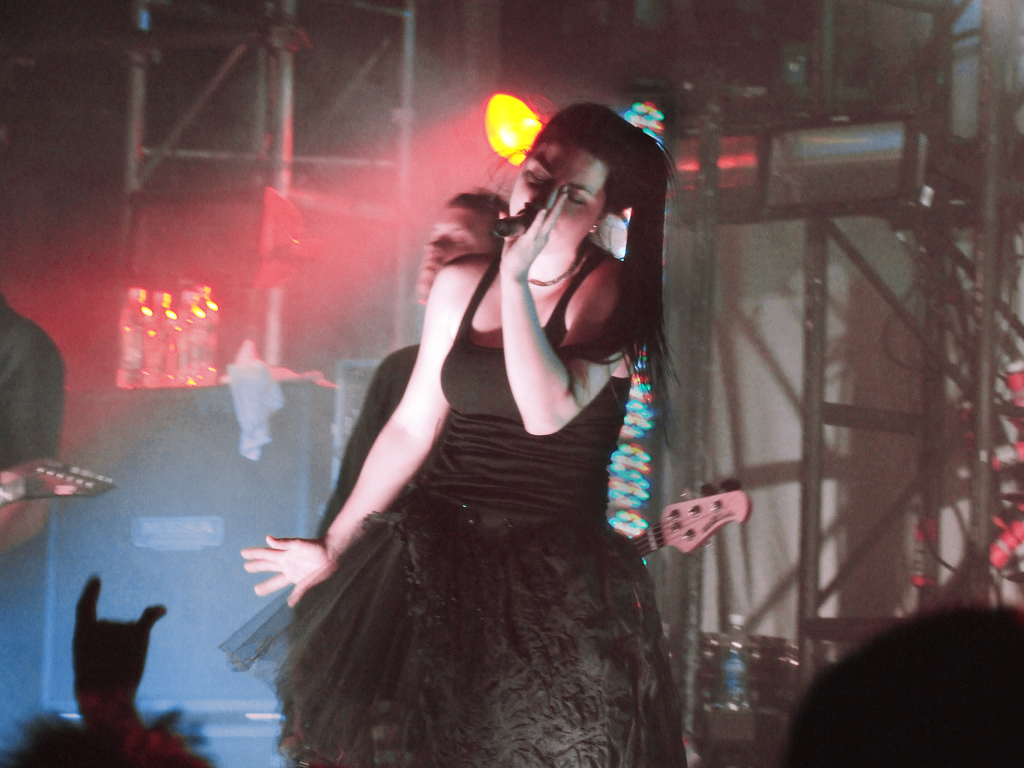
A banda se apresentando em Minneapolis, Estados Unidos em 15 de outubro de 2006

Em abril de 2007, a banda fez sua estreia ao vivo na América do Sul, visitando pela primeira vez o Chile, Argentina e Brasil, sendo que nesse último país o grupo tocou em quatro capitais ao lado dos conjuntos Silicon Fly, Redoma e Luxúria, numa passagem que recebeu bastante atenção de veículos da mídia nacional, com entrevistas concedidas à programas da MTV Brasil e Fantástico da TV Globo. Logo após isso, a banda ainda fez sua estreia no continente africano, tocando em duas cidades da África do Sul, concertos estes que foram também as apresentações finais com LeCompt e o baterista Rocky Gray. A demissão de LeCompt foi divulgada em um comunicado emitido pela banda em 4 de maio de 2007, e com essa notícia, Gray também decidiu deixar o Evanescence, sendo anunciada a substituição deles respectivamente por Troy McLawhorn e Will Hunt, ambos conhecidos por seus trabalhos no grupo Dark New Day.
A nova formação fez então sua estreia na cidade americana de Columbus em 19 de maio, e em seguida retornaram à Europa para uma etapa de shows em arenas e festivais como Pinkpop, Rock am Ring e Download. Para os concertos na França, o grupo contou com a abertura do Mass Hysteria, além do Paramore e The Midway State, que se apresentaram em diferentes noites no Le Zénith em Paris. De volta à América do Norte, a banda tocou como co-headline juntamente ao Korn na Family Values Tour, que contou ainda com mais 12 artistas no line-up. Posteriormente, a banda realizou as apresentações finais da turnê com mais datas nos Estados Unidos e também no México, que teve o Sick Puppies e Julien-K como atos de abertura. Foi também nesta turnê que a musicista do Sick Puppies, Emma Anzai, passou a cultivar uma relação de amizade com os membros do Evanescence, o que resultou na sua contratação como baixista do grupo 15 anos depois, em maio de 2022, substituindo a vaga anteriormente ocupada por Jen Majura (sucessora de Terry Balsamo).

## Repertório
O repertório abaixo é constituído do primeiro show da turnê, realizado em 5 de outubro de 2006 em Toronto, Canadá, não sendo representativo de todos os concertos.
1. "Sweet Sacrifice"
2. "Weight of the World"
3. "Going Under"
4. "Snow White Queen"
5. "Haunted"
6. "Whisper"
7. "The Only One"
8. "Whisper"
9. "Lithium"
10. "Good Enough"
11. "Call Me When You're Sober"
12. "Bring Me to Life"
13. "Lacrymosa"
14. "My Immortal" (bis)
15. "All That I'm Living For" (bis)

- A canção "The Beautiful People", um cover de Marilyn Manson, foi tocada pela primeira vez na turnê em 10 de outubro de 2006 em Filadélfia, Estados Unidos.
- As canções "Cloud Nine" e "Your Star" foram tocadas pela primeira vez na turnê em 5 de janeiro de 2007 em Montreal, Canadá.
- A canção "Tourniquet" foi tocada pela primeira vez na turnê em 25 de janeiro de 2007 em Osaka, Japão.
- A canções "Blind", "Highway to Hell" e "One", covers de Korn, AC/DC e Metallica, respectivamente, foram tocadas pela primeira vez na turnê em 17 de fevereiro de 2007 em Sydney, Austrália.
- As canções "Taking Over Me" e "People Are Strange", um cover de The Doors, foram tocadas pela primeira vez na turnê em 20 de julho de 2007 em St. Louis, Estados Unidos.
- As canções "Lose Control", "Missing" e "Understanding" foram tocadas pela primeira vez na turnê em 23 de outubro de 2007 em Coral Gables, Estados Unidos.

## Datas
Todas as datas estão de acordo com o website oficial da banda.
| Data                                  | Local              | País           | Local                                  | Ato de abertura |
| ------------------------------------- | ------------------ | -------------- | -------------------------------------- | --- |
| América do Norte                      |                    |                |                                        | |
| 5 de outubro de 2006                  | Toronto            | Canadá         | Kool Haus                              | Rev Theory |
| 6 de outubro de 2006                  | Montreal           | Canadá         | Métropolis                             | Rev Theory |
| 7 de outubro de 2006                  | Boston             | Estados Unidos | Avallon Ballroom                       | Rev Theory |
| 9 de outubro de 2006                  | Nova York          | Estados Unidos | Hammerstein Ballroom                   | Rev Theory |
| 10 de outubro de 2006                 | Filadélfia         | Estados Unidos | Eletric Factory                        | Rev Theory |
| 11 de outubro de 2006                 | Washington, D.C.   | Estados Unidos | 9:30 Club                              | Rev Theory |
| 13 de outubro de 2006                 | Detroit            | Estados Unidos | State Theatre                          | Rev Theory |
| 14 de outubro de 2006                 | Milwaukee          | Estados Unidos | Eagles Ballroom                        | Rev Theory |
| 15 de outubro de 2006                 | Minneapolis        | Estados Unidos | First Avenue                           | Rev Theory |
| 17 de outubro de 2006                 | Chicago            | Estados Unidos | Riviera Theatre                        | Rev Theory |
| 21 de outubro de 2006                 | Dallas             | Estados Unidos | McFarlin Memorial Auditorium           | Rev Theory |
| 22 de outubro de 2006                 | Houston            | Estados Unidos | Verizon Wireless Theatre               | Rev Theory |
| 24 de outubro de 2006                 | Denver             | Estados Unidos | Paramount Theatre                      | Rev Theory |
| 25 de outubro de 2006                 | Salt Lake City     | Estados Unidos | Saltair                                | Rev Theory |
| 27 de outubro de 2006                 | Phoenix            | Estados Unidos | Celebrity Theatre                      | Rev Theory |
| 28 de outubro de 2006                 | Los Angeles        | Estados Unidos | The Wiltern                            | Rev Theory |
| 29 de outubro de 2006                 | São Francisco      | Estados Unidos | Warfield Theatre                       | Rev Theory |
| Europa                                |                    |                |                                        | |
| 5 de novembro de 2006                 | Berlim             | Alemanha       | Columbiahalle                          | Rev Theory |
| 6 de novembro de 2006                 | Amsterdã           | Países Baixos  | Paradiso                               | Rev Theory |
| 8 de novembro de 2006                 | Paris              | França         | Olympia                                | Rev Theory |
| 10 de novembro de 2006                | Madrid             | Espanha        | La Riviera                             | Rev Theory |
| 11 de novembro de 2006                | Barcelona          | Espanha        | Parc del Fòrum                         | Rev Theory |
| 14 de novembro de 2006                | Milão              | Itália         | Alcatraz                               | Rev Theory |
| 16 de novembro de 2006                | Zurique            | Suíça          | Volkshaus                              | Rev Theory |
| 17 de novembro de 2006                | Viena              | Áustria        | Gasometer                              | Rev Theory |
| 18 de novembro de 2006                | Colônia            | Alemanha       | E-Werk                                 | Rev Theory |
| 20 de novembro de 2006                | Londres            | Inglaterra     | Hammersmith Apollo                     | Rev Theory |
| 21 de novembro de 2006                | Manchester         | Inglaterra     | Carling Apollo Manchester              | Rev Theory |
| América do Norte 2                    |                    |                |                                        | |
| 10 de dezembro de 2006                | Los Angeles        | Estados Unidos | Gibson Amphitheatre                    | – |
| 15 de dezembro de 2006                | Nova York          | Estados Unidos | Madison Square Garden                  | – |
| 5 de janeiro de 2007                  | Montreal           | Canadá         | Bell Centre                            | Stone Sour The Black Maria |
| 6 de janeiro de 2007                  | Quebec             | Canadá         | Colisée Pepsi                          | Stone Sour The Black Maria |
| 8 de janeiro de 2007                  | Toronto            | Canadá         | Air Canada Centre                      | Stone Sour The Black Maria |
| 10 de janeiro de 2007                 | Ottawa             | Canadá         | Scotiabank Place                       | Stone Sour The Black Maria |
| 13 de janeiro de 2007                 | Winnipeg           | Canadá         | MTS Centre                             | Stone Sour The Black Maria |
| 15 de janeiro de 2007                 | Calgary            | Canadá         | Pengrowth Saddledome                   | Stone Sour The Black Maria |
| 16 de janeiro de 2007                 | Edmonton           | Canadá         | Rexall Place                           | Stone Sour The Black Maria |
| 18 de janeiro de 2007                 | Vancouver          | Canadá         | Pacific Coliseum                       | Stone Sour The Black Maria |
| Ásia                                  |                    |                |                                        | |
| 23 de janeiro de 2007                 | Osaka              | Japão          | Namba Hatch                            | – |
| 25 de janeiro de 2007                 | Osaka              | Japão          | Zepp Osaka                             | – |
| 26 de janeiro de 2007                 | Nagoia             | Japão          | Zepp Nagoya                            | – |
| 28 de janeiro de 2007                 | Yokohama           | Japão          | Yokohama Blitz                         | – |
| 30 de janeiro de 2007                 | Tóquio             | Japão          | Zepp Tokyo                             | – |
| 31 de janeiro de 2007                 | Tóquio             | Japão          | Zepp Tokyo                             | – |
| 1 de fevereiro de 2007                | Sendai             | Japão          | Zepp Sendai                            | – |
| Oceania                               |                    |                |                                        | |
| 8 de fevereiro de 2007                | Brisbane           | Austrália      | Brisbane Entertainment Centre          | Shihad |
| 10 de fevereiro de 2007               | Melbourne          | Austrália      | Vodafone Arena                         | Shihad |
| 11 de fevereiro de 2007               | Melbourne          | Austrália      | Vodafone Arena                         | Shihad |
| 13 de fevereiro de 2007               | Adelaide           | Austrália      | Adelaide Entertainment Centre          | Shihad |
| 15 de fevereiro de 2007               | Perth              | Austrália      | Challenge Stadium                      | Shihad |
| 17 de fevereiro de 2007               | Sydney             | Austrália      | Sydney Entertainment Centre            | Shihad |
| 18 de fevereiro de 2007               | Sydney             | Austrália      | Sydney Entertainment Centre            | Shihad |
| 20 de fevereiro de 2007               | Auckland           | Nova Zelândia  | St. James Theatre                      | Shihad |
| 21 de fevereiro de 2007               | Auckland           | Nova Zelândia  | St. James Theatre                      | Shihad |
| América do Norte 3                    |                    |                |                                        | |
| 8 de março de 2007                    | Los Angeles        | Estados Unidos | Key Club                               | – |
| 16 de março de 2007                   | Fresno             | Estados Unidos | Selland Arena                          | Chevelle Finger Eleven |
| 17 de março de 2007                   | Las Vegas          | Estados Unidos | Palms Casino Resort                    | Chevelle Finger Eleven |
| 19 de março de 2007                   | Las Cruces         | Estados Unidos | Pan American Center                    | Chevelle Finger Eleven |
| 21 de março de 2007                   | Oklahoma City      | Estados Unidos | Ford Center                            | Chevelle Finger Eleven |
| 22 de março de 2007                   | Council Bluffs     | Estados Unidos | Mid-America Center                     | Chevelle Finger Eleven |
| 23 de março de 2007                   | Cedar Rapids       | Estados Unidos | U.S. Cellular Center                   | Chevelle Finger Eleven |
| 25 de março de 2007                   | Little Rock        | Estados Unidos | Alltel Arena                           | Chevelle Finger Eleven |
| 27 de março de 2007                   | Louisville         | Estados Unidos | Louisville Gardens                     | Chevelle Finger Eleven |
| 28 de março de 2007                   | Nashville          | Estados Unidos | Nashville Arena                        | Chevelle Finger Eleven |
| 30 de março de 2007                   | Norfolk            | Estados Unidos | Ted Constant Convocation Center        | Chevelle Finger Eleven |
| 31 de março de 2007                   | Hartford           | Estados Unidos | New England Dodge Music Center         | Chevelle Finger Eleven |
| 2 de abril de 2007                    | Reading            | Estados Unidos | Sovereign Center                       | Chevelle Finger Eleven |
| 4 de abril de 2007                    | Providence         | Estados Unidos | Dunkin' Donuts Center                  | Chevelle Finger Eleven |
| 5 de abril de 2007                    | Glens Falls        | Estados Unidos | Glens Falls Civic Center               | Chevelle Finger Eleven |
| América do Sul                        |                    |                |                                        | |
| 13 de abril de 2007                   | Santiago           | Chile          | Pista Atlética Estadio Nacional        | Fahrenheit |
| 15 de abril de 2007                   | Buenos Aires       | Argentina      | Estadio River Plate                    | – |
| 17 de abril de 2007                   | Porto Alegre       | Brasil         | Gigantinho                             | Silicon Fly Redoma Luxúria |
| 19 de abril de 2007                   | Curitiba           | Brasil         | Pedreira Paulo Leminski                | Silicon Fly Redoma Luxúria |
| 21 de abril de 2007                   | São Paulo          | Brasil         | Estádio Palestra Itália                | Silicon Fly Redoma Luxúria |
| 22 de abril de 2007                   | Rio de Janeiro     | Brasil         | Riocentro                              | Silicon Fly Redoma Luxúria |
| África                                |                    |                |                                        | |
| 27 de abril de 2007                   | Cidade do Cabo     | África do Sul  | New Market Racecourse                  | – |
| 1 de maio de 2007                     | Pretória           | África do Sul  | Kenilworth Racecourse                  | – |
| América do Norte 4                    |                    |                |                                        | |
| 19 de maio de 2007                    | Columbus           | Estados Unidos | Columbus Crew Stadium                  | – |
| 20 de maio de 2007                    | Camden             | Estados Unidos | Tweeter Center                         | – |
| Europa 2                              |                    |                |                                        | |
| 25 de maio de 2007                    | Paris              | França         | Le Zénith                              | Mass Hysteria Paramore The Midway State |
| 26 de maio de 2007                    | Paris              | França         | Le Zénith                              | Mass Hysteria Paramore The Midway State |
| 28 de maio de 2007                    | Landgraaf          | Países Baixos  | Megaland                               | – |
| 30 de maio de 2007                    | Lille              | França         | Zénith Arena                           | Mass Hysteria |
| 1 de junho de 2007                    | Nürburg            | Alemanha       | Nürburg                                | – |
| 2 de junho de 2007                    | Nurembergue        | Alemanha       | Zeppelinfeld                           | – |
| 3 de junho de 2007                    | Antuérpia          | Bélgica        | Lotto Arena                            | The Rones |
| 5 de junho de 2007                    | Nantes             | França         | Zénith de Nantes Métropole             | Mass Hysteria |
| 7 de junho de 2007                    | Crans-près-Céligny | Suíça          | Festival Site                          | – |
| 8 de junho de 2007                    | Pisa               | Itália         | Area Expo di Pisa                      | – |
| 10 de junho de 2007                   | Leicestershire     | Inglaterra     | Donington Park                         | – |
| 15 de junho de 2007                   | Oslo               | Noruega        | Frognerbadet                           | – |
| 16 de junho de 2007                   | Hultsfred          | Suécia         | Hultsfreds Hembygdspark                | – |
| 18 de junho de 2007                   | Helsinque          | Finlândia      | Hartwall Areena                        | Hanna Pakarinen |
| 19 de junho de 2007                   | São Petersburgo    | Rússia         | Ledovy Dvorets                         | – |
| 20 de junho de 2007                   | Moscou             | Rússia         | B1 Maximum Club                        | – |
| 23 de junho de 2007                   | Atenas             | Grécia         | Karaiskakis Stadium                    | – |
| 24 de junho de 2007                   | Istambul           | Turquia        | Turkcell Kurucesme Arena               | Gripin |
| 26 de junho de 2007                   | Ra'anana           | Israel         | Ra'anana Amphitheatre                  | – |
| América do Norte 5 Family Values Tour |                    |                |                                        | |
| 20 de julho de 2007                   | St. Louis          | Estados Unidos | Verizon Wireless Amphitheater          | Palco Principal: Korn (co-headline) Atreyu Flyleaf Hellyeah Trivium Neurosonic Palco Secundário: Droid Five Finger Death Punch Through You Invitro Twin Method Bloodsimple |
| 21 de julho de 2007                   | Somerset           | Estados Unidos | Float-Rite Park Amphitheater           | Palco Principal: Korn (co-headline) Atreyu Flyleaf Hellyeah Trivium Neurosonic Palco Secundário: Droid Five Finger Death Punch Through You Invitro Twin Method Bloodsimple |
| 22 de julho de 2007                   | Tinley Park        | Estados Unidos | First Midwest Bank Amphitheatre        | Palco Principal: Korn (co-headline) Atreyu Flyleaf Hellyeah Trivium Neurosonic Palco Secundário: Droid Five Finger Death Punch Through You Invitro Twin Method Bloodsimple |
| 24 de julho de 2007                   | Toronto            | Canadá         | Molson Amphitheater                    | Palco Principal: Korn (co-headline) Atreyu Flyleaf Hellyeah Trivium Neurosonic Palco Secundário: Droid Five Finger Death Punch Through You Invitro Twin Method Bloodsimple |
| 25 de julho de 2007                   | Clarkston          | Estados Unidos | DTE Energy Music Theatre               | Palco Principal: Korn (co-headline) Atreyu Flyleaf Hellyeah Trivium Neurosonic Palco Secundário: Droid Five Finger Death Punch Through You Invitro Twin Method Bloodsimple |
| 27 de julho de 2007                   | Mansfield          | Estados Unidos | Tweeter Center for the Performing Arts | Palco Principal: Korn (co-headline) Atreyu Flyleaf Hellyeah Trivium Neurosonic Palco Secundário: Droid Five Finger Death Punch Through You Invitro Twin Method Bloodsimple |
| 28 de julho de 2007                   | Bristow            | Estados Unidos | Nissan Pavilion                        | Palco Principal: Korn (co-headline) Atreyu Flyleaf Hellyeah Trivium Neurosonic Palco Secundário: Droid Five Finger Death Punch Through You Invitro Twin Method Bloodsimple |
| 29 de julho de 2007                   | Hartford           | Estados Unidos | New England Dodge Music Center         | Palco Principal: Korn (co-headline) Atreyu Flyleaf Hellyeah Trivium Neurosonic Palco Secundário: Droid Five Finger Death Punch Through You Invitro Twin Method Bloodsimple |
| 3 de agosto de 2007                   | Darien Center      | Estados Unidos | Darien Lake Performing Arts Center     | Palco Principal: Korn (co-headline) Atreyu Flyleaf Hellyeah Trivium Neurosonic Palco Secundário: Droid Five Finger Death Punch Through You Invitro Twin Method Bloodsimple |
| 4 de agosto de 2007                   | Burgettstown       | Estados Unidos | Post-Gazette Pavilion                  | Palco Principal: Korn (co-headline) Atreyu Flyleaf Hellyeah Trivium Neurosonic Palco Secundário: Droid Five Finger Death Punch Through You Invitro Twin Method Bloodsimple |
| 5 de agosto de 2007                   | Camden             | Estados Unidos | Tweeter Center                         | Palco Principal: Korn (co-headline) Atreyu Flyleaf Hellyeah Trivium Neurosonic Palco Secundário: Droid Five Finger Death Punch Through You Invitro Twin Method Bloodsimple |
| 7 de agosto de 2007                   | Saratoga Springs   | Estados Unidos | Saratoga Performing Arts Center        | Palco Principal: Korn (co-headline) Atreyu Flyleaf Hellyeah Trivium Neurosonic Palco Secundário: Droid Five Finger Death Punch Through You Invitro Twin Method Bloodsimple |
| 8 de agosto de 2007                   | Holmdel            | Estados Unidos | PNC Bank Arts Center                   | Palco Principal: Korn (co-headline) Atreyu Flyleaf Hellyeah Trivium Neurosonic Palco Secundário: Droid Five Finger Death Punch Through You Invitro Twin Method Bloodsimple |
| 10 de agosto de 2007                  | Noblesville        | Estados Unidos | Verizon Wireless Music Center          | Palco Principal: Korn (co-headline) Atreyu Flyleaf Hellyeah Trivium Neurosonic Palco Secundário: Droid Five Finger Death Punch Through You Invitro Twin Method Bloodsimple |
| 11 de agosto de 2007                  | Atlanta            | Estados Unidos | HiFi Buys Amphitheatre                 | Palco Principal: Korn (co-headline) Atreyu Flyleaf Hellyeah Trivium Neurosonic Palco Secundário: Droid Five Finger Death Punch Through You Invitro Twin Method Bloodsimple |
| 12 de agosto de 2007                  | Orlando            | Estados Unidos | Amway Arena                            | Palco Principal: Korn (co-headline) Atreyu Flyleaf Hellyeah Trivium Neurosonic Palco Secundário: Droid Five Finger Death Punch Through You Invitro Twin Method Bloodsimple |
| 14 de agosto de 2007                  | Miami              | Estados Unidos | Sound Advice Amphitheatre              | Palco Principal: Korn (co-headline) Atreyu Flyleaf Hellyeah Trivium Neurosonic Palco Secundário: Droid Five Finger Death Punch Through You Invitro Twin Method Bloodsimple |
| 15 de agosto de 2007                  | Tampa              | Estados Unidos | Ford Amphitheatre                      | Palco Principal: Korn (co-headline) Atreyu Flyleaf Hellyeah Trivium Neurosonic Palco Secundário: Droid Five Finger Death Punch Through You Invitro Twin Method Bloodsimple |
| 17 de agosto de 2007                  | Dallas             | Estados Unidos | Smirnoff Music Centre                  | Palco Principal: Korn (co-headline) Atreyu Flyleaf Hellyeah Trivium Neurosonic Palco Secundário: Droid Five Finger Death Punch Through You Invitro Twin Method Bloodsimple |
| 18 de agosto de 2007                  | The Woodlands      | Estados Unidos | Cynthia Woods Mitchell Pavilion        | Palco Principal: Korn (co-headline) Atreyu Flyleaf Hellyeah Trivium Neurosonic Palco Secundário: Droid Five Finger Death Punch Through You Invitro Twin Method Bloodsimple |
| 19 de agosto de 2007                  | Selmo              | Estados Unidos | Verizon Wireless Amphitheater          | Palco Principal: Korn (co-headline) Atreyu Flyleaf Hellyeah Trivium Neurosonic Palco Secundário: Droid Five Finger Death Punch Through You Invitro Twin Method Bloodsimple |
| 21 de agosto de 2007                  | Oklahoma City      | Estados Unidos | The Zoo Amphitheatre                   | Palco Principal: Korn (co-headline) Atreyu Flyleaf Hellyeah Trivium Neurosonic Palco Secundário: Droid Five Finger Death Punch Through You Invitro Twin Method Bloodsimple |
| 22 de agosto de 2007                  | Bonner Springs     | Estados Unidos | Verizon Wireless Amphitheater          | Palco Principal: Korn (co-headline) Atreyu Flyleaf Hellyeah Trivium Neurosonic Palco Secundário: Droid Five Finger Death Punch Through You Invitro Twin Method Bloodsimple |
| 24 de agosto de 2007                  | Greenwood Village  | Estados Unidos | Fiddler's Green Amphitheatre           | Palco Principal: Korn (co-headline) Atreyu Flyleaf Hellyeah Trivium Neurosonic Palco Secundário: Droid Five Finger Death Punch Through You Invitro Twin Method Bloodsimple |
| 25 de agosto de 2007                  | Albuquerque        | Estados Unidos | Journal Pavilion                       | Palco Principal: Korn (co-headline) Atreyu Flyleaf Hellyeah Trivium Neurosonic Palco Secundário: Droid Five Finger Death Punch Through You Invitro Twin Method Bloodsimple |
| 26 de agosto de 2007                  | Phoenix            | Estados Unidos | Cricket Wireless Pavilion              | Palco Principal: Korn (co-headline) Atreyu Flyleaf Hellyeah Trivium Neurosonic Palco Secundário: Droid Five Finger Death Punch Through You Invitro Twin Method Bloodsimple |
| 29 de agosto de 2007                  | Bakersfield        | Estados Unidos | Rabobank Arena                         | Palco Principal: Korn (co-headline) Atreyu Flyleaf Hellyeah Trivium Neurosonic Palco Secundário: Droid Five Finger Death Punch Through You Invitro Twin Method Bloodsimple |
| 31 de agosto de 2007                  | Wheatland          | Estados Unidos | Sleep Train Amphitheatre               | Palco Principal: Korn (co-headline) Atreyu Flyleaf Hellyeah Trivium Neurosonic Palco Secundário: Droid Five Finger Death Punch Through You Invitro Twin Method Bloodsimple |
| 1 de setembro de 2007                 | Moutain View       | Estados Unidos | Shoreline Amphitheatre                 | Palco Principal: Korn (co-headline) Atreyu Flyleaf Hellyeah Trivium Neurosonic Palco Secundário: Droid Five Finger Death Punch Through You Invitro Twin Method Bloodsimple |
| 2 de setembro de 2007                 | Irvine             | Estados Unidos | Verizon Wireless Amphitheatre          | Palco Principal: Korn (co-headline) Atreyu Flyleaf Hellyeah Trivium Neurosonic Palco Secundário: Droid Five Finger Death Punch Through You Invitro Twin Method Bloodsimple |
|                                       |                    |                |                                        | |
| 23 de outubro de 2007                 | Coral Gables       | Estados Unidos | BankUnited Center                      | Sick Puppies Julien-K |
| 25 de outubro de 2007                 | Jacksonville       | Estados Unidos | Jacksonville Veterans Memorial Arena   | Sick Puppies Julien-K |
| 27 de outubro de 2007                 | Orange Beach       | Estados Unidos | The Wharf Amphitheater                 | Sick Puppies Julien-K |
| 28 de outubro de 2007                 | The Woodlands      | Estados Unidos | Cynthia Woods Mitchell Pavilion        | Sick Puppies Julien-K |
| 30 de outubro de 2007                 | Grand Prairie      | Estados Unidos | Nokia Live                             | Sick Puppies Julien-K |
| 31 de outubro de 2007                 | Hidalgo            | Estados Unidos | Dodge Arena                            | Sick Puppies Julien-K |
| 3 de novembro de 2007                 | Cidade do México   | México         | Auditorio Nacional                     | Sick Puppies Julien-K |
| 5 de novembro de 2007                 | Zapopan            | México         | Auditorio Telmex                       | Sick Puppies Julien-K |
| 7 de novembro de 2007                 | Monterrey          | México         | Arena Monterrey                        | Sick Puppies Julien-K |
| 10 de novembro de 2007                | Los Angeles        | Estados Unidos | Greek Theatre                          | Sick Puppies Julien-K |
| 11 de novembro de 2007                | Santa Bárbara      | Estados Unidos | Santa Barbara Bowl                     | Sick Puppies Julien-K |
| 14 de novembro de 2007                | San José           | Estados Unidos | Event Center Arena                     | Sick Puppies Julien-K |
| 15 de novembro de 2007                | Reno               | Estados Unidos | Reno Events Center                     | Sick Puppies Julien-K |
| 16 de novembro de 2007                | Orem               | Estados Unidos | McKay Events Center                    | Sick Puppies Julien-K |
| 18 de novembro de 2007                | Portland           | Estados Unidos | Theater of the Clouds                  | Sick Puppies Julien-K |
| 20 de novembro de 2007                | Boise              | Estados Unidos | Qwest Arena                            | Sick Puppies Julien-K |
| 21 de novembro de 2007                | Seattle            | Estados Unidos | WaMu Theatre                           | Sick Puppies Julien-K |
| 24 de novembro de 2007                | Casper             | Estados Unidos | Casper Events Center                   | Sick Puppies Julien-K |
| 25 de novembro de 2007                | Denver             | Estados Unidos | Magness Arena                          | Sick Puppies Julien-K |
| 27 de novembro de 2007                | Lincoln            | Estados Unidos | Pershing Center                        | Sick Puppies Julien-K |
| 28 de novembro de 2007                | Champaign          | Estados Unidos | Assembly Hall                          | Sick Puppies Julien-K |
| 29 de novembro de 2007                | Moline             | Estados Unidos | iWireless Center                       | Sick Puppies Julien-K |
| 1 de dezembro de 2007                 | University Park    | Estados Unidos | Bryce Jordan Center                    | Sick Puppies Julien-K |
| 2 de dezembro de 2007                 | Wilkes-Barre       | Estados Unidos | Wachovia Arena                         | Sick Puppies Julien-K |
| 4 de dezembro de 2007                 | East Rutherford    | Estados Unidos | Izod Center                            | Sick Puppies Julien-K |
| 5 de dezembro de 2007                 | Manchester         | Estados Unidos | Verizon Wireless Arena                 | Sick Puppies Julien-K |
| 7 de dezembro de 2007                 | Amherst            | Estados Unidos | Mullins Center                         | Sick Puppies Julien-K |
| 8 de dezembro de 2007                 | South Kingstown    | Estados Unidos | Keaney Gymnasium                       | Sick Puppies Julien-K |

## Créditos
Banda
- Amy Lee – vocais, teclado, piano
- John LeCompt – guitarra, vocal de apoio (até 1 de maio de 2007)
- Rocky Gray – bateria (até 1 de maio de 2007)
- Terry Balsamo – guitarra
- Tim McCord – baixo
- Will Hunt – bateria (a partir de 19 de maio de 2007)
- Troy McLawhorn – guitarra (a partir de 19 de maio de 2007)